# Roberto Aguirre-Sacasa

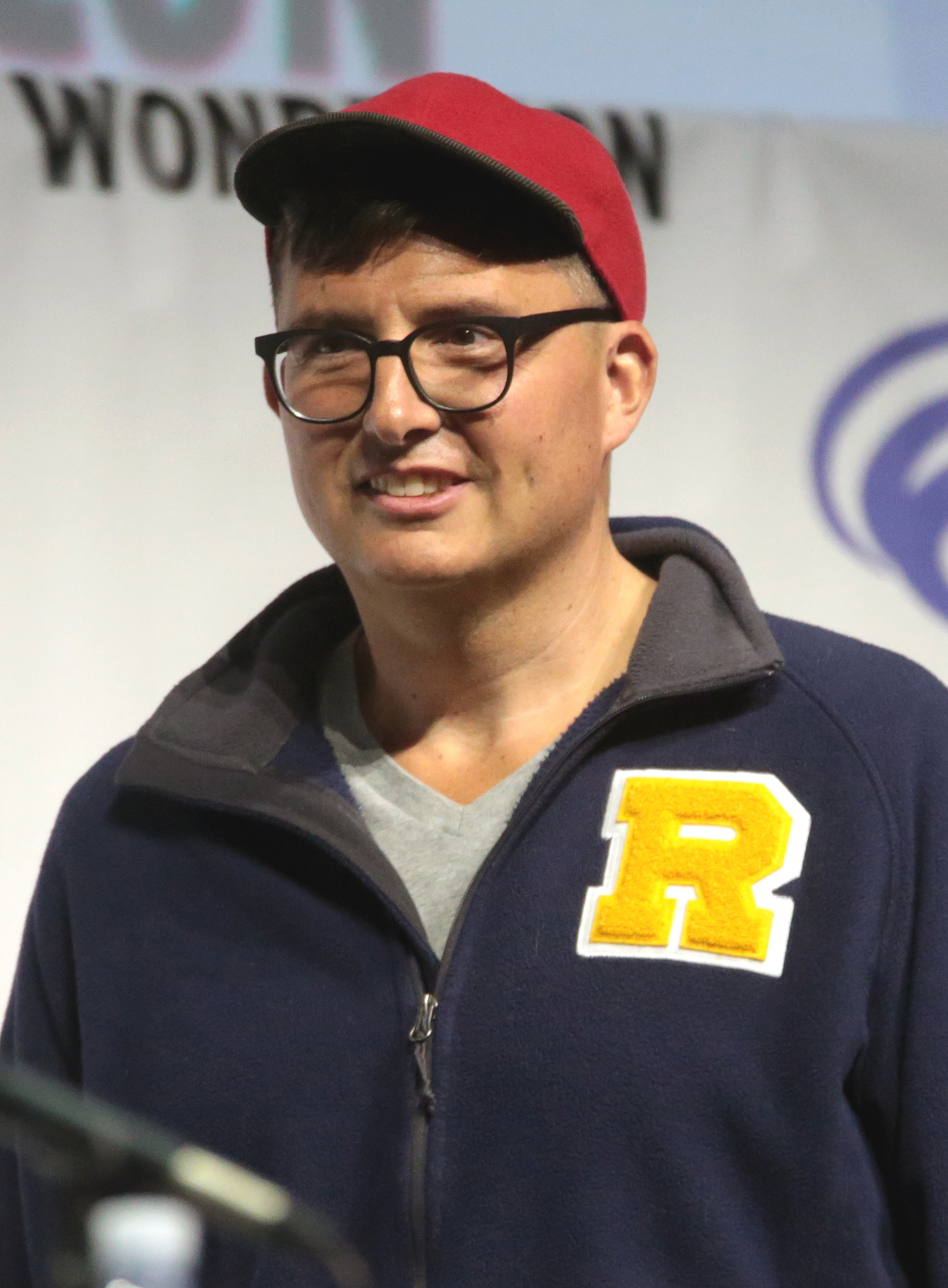
Roberto Aguirre-Sacasa (2017)

Roberto Aguirre-Sacasa (* 15. November 1975 in Managua, Nicaragua) ist ein nicaraguanisch-US-amerikanischer Drehbuchautor, Fernsehproduzent und Comicautor, der die Fernsehserien Riverdale und Chilling Adventures of Sabrina entwickelt hat.

## Leben
Aguirre-Sacasa wurde als Sohn eines nicaraguanischen Diplomaten geboren. Er wuchs in Washington, D.C. auf, wo er auch Theater und Englische Literatur an der Georgetown University studierte und mit einem Master-Abschluss abschloss.
Für den US-amerikanischen Sender The CW entwickelte er die beiden Serien Riverdale und Chilling Adventures of Sabrina, bei denen er sowohl als Drehbuchautor und Produzent mitwirkt. Beide Serien basieren auf Figuren von Archie Comics.
Er arbeitet auch als Comicautor, so schreibt er unter anderem für Marvel und für die Archie Comics, wobei er bei letzterem auch die Comic-Vorlage für die Serie Chilling Adventures of Sabrina lieferte.

## Filmografie
- 2009–2011: Big Love (Fernsehserie, 3 Episoden)
- 2011–2014: Glee (Fernsehserie, 6 Episoden)
- 2013: Carrie
- 2014: Warte, bis es dunkel wird (The Town That Dreaded Sundown)
- 2015: Looking (Fernsehserie, 2 Episoden)
- 2015–2016: Supergirl (Fernsehserie, 3 Episoden)
- seit 2017: Riverdale (Fernsehserie, Schöpfer)
- 2018–2020: Chilling Adventures of Sabrina (Fernsehserie, Schöpfer)
- seit 2022: Pretty Little Liars: Original Sin (Fernsehserie, Schöpfer)